# Violinvirtuosen Alfredo
Violinvirtuosen Alfredo var en dansk tegneseriefigur, som Jørgen Mogensen tegnede fra 1948 og et par år frem.

## Eksternt link
- http://comicwiki.dk/wiki/Violinvirtuosen_Alfredo